# Morris Chestnut
Pour les articles homonymes, voir Morris et Chestnut.
Morris Chestnut est un acteur américain né le 1er janvier 1969 à Cerritos (Californie).
Sa carrière décolle rapidement grâce à son rôle d'un lycéen athlétique dans Boyz N the Hood, un succès critique et public. 
Fort d'une nouvelle notoriété, il enchaîne les rôles, les genres et les succès au box-office. Il s'illustre notamment dans le registre de l'action : Le Dernier Samaritain, Piège à grande vitesse, À armes égales, Mission Alcatraz, Confidence et The Call. Il est aussi à l'aise dans les comédies populaires comme Le Mariage de l'année, Think Like a Man, Arnaque à la carte, Kick-Ass 2 et Le Mariage de l'année, 10 ans après.
À la télévision, il interprète un grand nombre de rôles de policiers ou de personnel du milieu médical, à part pour la série de science fiction V (2009-2011). Il est policier pour American Horror Story (2011), un agent du FBI dans Legends (2014-2015), infirmier pour Urgences (2000), chef dans l'acclamée Nurse Jackie (2013-2014) et chirurgien dans The Resident (2019-). Il porte aussi les éphémères Rosewood (2015-2017) et The Enemy Within (2019).

## Biographie

### Jeunesse et formation
Il se prédestine à une carrière dans la finance avant de finalement prendre la décision de s'orienter vers l'art dramatique.

### Débuts et révélation (1990-2000)
Depuis son premier rôle au cinéma dans Boyz N the Hood de John Singleton en 1991, Morris Chestnut a tenu aussi bien des rôles de comédie - comme dans la série télévisée Out All Night - que des rôles dramatiques tels ceux de The Inkwell de Matty Rich et A armes égales (1997) de Ridley Scott.

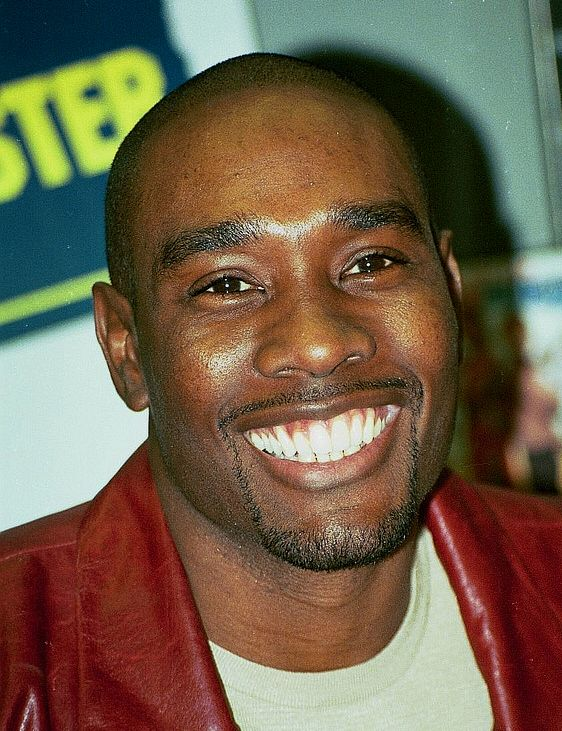
Photographié en 1999.

Dans les années 1990, il connait plusieurs succès, notamment grâce à la comédie Le Mariage de l'année de Malcolm D. Lee, pour lequel il a été cité au NAACP Image Award du meilleur acteur et qui remporte le prix du meilleur film, mais encore avec des longs métrages tels que Piège à grande vitesse (1995) de Geoff Murphy et Le Dernier Samaritain (1991) de Tony Scott. 
Parallèlement, il entame une carrière à la télévision : il est notamment apparu dans des séries comme Urgences, C-16 et Living Single.
La décennie suivante, il poursuit sur ce même rythme : Il joue une star de la NBA dans la comédie Magic Baskets (2002) de John Schultz, il est à l'affiche du film d'action Mission Alcatraz (2002) de Don Michael Paul, face à Steven Seagal, dans Confidence (2002) de James Foley, avec Edward Burns et Rachel Weisz, et dans Rupture mode d'emploi (2003) de Daniel Taplitz, avec Jamie Foxx et Gabrielle Union.
Il est aussi le partenaire d'Alan Alda dans le téléfilm The Killing Yard, qui a été présenté au Festival de Toronto et qui lui permet de décrocher une citation pour le Black Reel Awards du meilleur acteur. A la même période, il est à l'affiche du thriller indépendant La Loi des armes (2001) de Dominique Forma, avec Noah Wyle et Jeff Bridges.
Morris Chestnut joue ensuite dans Anacondas : À la poursuite de l'orchidée de sang de Dwight H. Little, et dans le film Piège de feu de Jay Russell, avec John Travolta et Joaquin Phoenix. 
En 2005, il porte le film d'horreur La Crypte et apparaît dans un épisode de la série d'anthropologie policière Bones.
En 2007, il joue un Wide receiver aux côtés de Dwayne Johnson pour la comédie d'action Maxi papa.
En 2009, il apparaît dans le clip vidéo de la chanson Blame It de Jamie Foxx, aux côtés d'une pléiade de stars afro-américaine. La même année, il est l'un des producteurs du film Les Liens sacrés réalisé par Bill Duke ainsi que du vidéofilm dont il est la vedette, Love in the Nick of Tyme.

### Cinéma, télévision et diversification (2010-)
L'année suivante, il renfile la casquette de producteur pour le long métrage d'action Takers, porté par une distribution masculine composée de T.I., Chris Brown, Paul Walker, Hayden Christensen et Idris Elba. Le film décroche la première place du box-office américain à sa sortie.

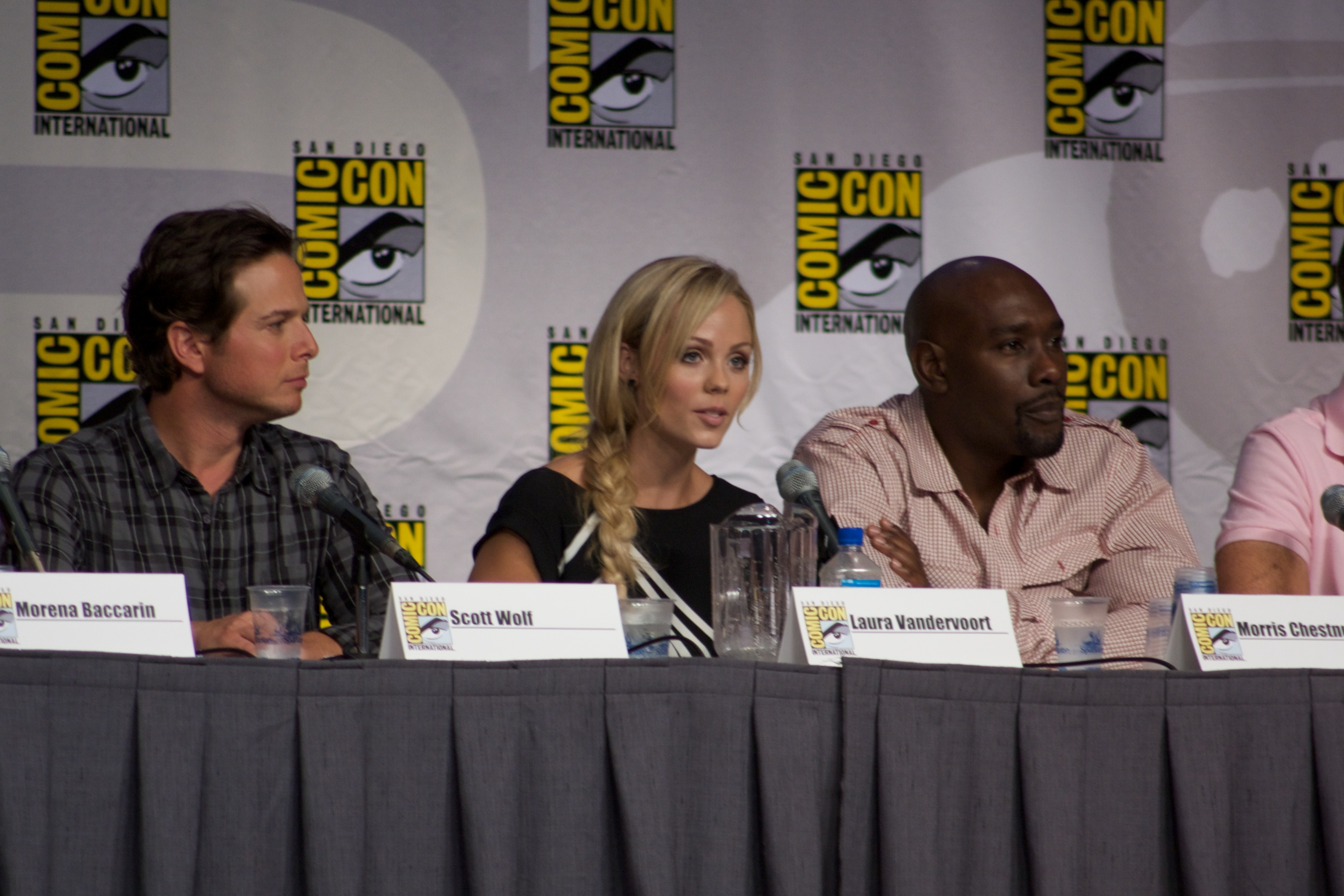
Avec Scott Wolf et Laura Vandervoort lors du Comic-Con 2010 pour la promotion de la série V.

Dans le même temps, il est à l'affiche de la série télévisée de science fiction V, d'après la minisérie du même nom de Kenneth Johnson des années 1980. Il est l'un des personnages principaux et incarne un extraterrestre. Malgré un certain intérêt de la part des critiques ainsi que quelques citations lors de cérémonies de remises de prix, la série est annulée, en mai 2011, après deux saisons, faute d'audiences.  
L'acteur rebondit rapidement et joue un rôle régulier dans la première saison de la série d'anthologie horrifique American Horror Story, partageant la majorité de ses scènes aux côtés de Connie Britton. 
Il ne délaisse pas pour autant le cinéma et se retrouve à l'affiche de longs métrages qui connaissent le succès : la comédie Think Like a Man, incarnant l'intérêt amoureux de Taraji P. Henson, il est le sergent Marcus Williams dans le blockbuster d'action Kick-Ass 2, le tuteur de Chloë Grace Moretz. Puis, il seconde l'oscarisée Halle Berry pour le thriller The Call et ré endosse le rôle de Lance Sullivan, près de 15 ans après, pour Le Mariage de l'année, 10 ans après. Enfin, il fait face à Melissa McCarthy et Jason Bateman pour la comédie d'action Arnaque à la carte.
Du côté de la télévision, il joue un rôle régulier dans la série acclamée, Nurse Jackie portée par Edie Falco, qui lui vaut le NAACP Image Awards du meilleur acteur dans un second rôle dans une série télévisée comique. 

En 2014, il réalise son premier court métrage intitulé Brakedown. Il joue ensuite jusqu’en 2015, dans la série télévisée fantastique Legend et il seconde Sanaa Lathan pour s'opposer à Michael Ealy dans le thriller sulfureux Un homme parfait.  

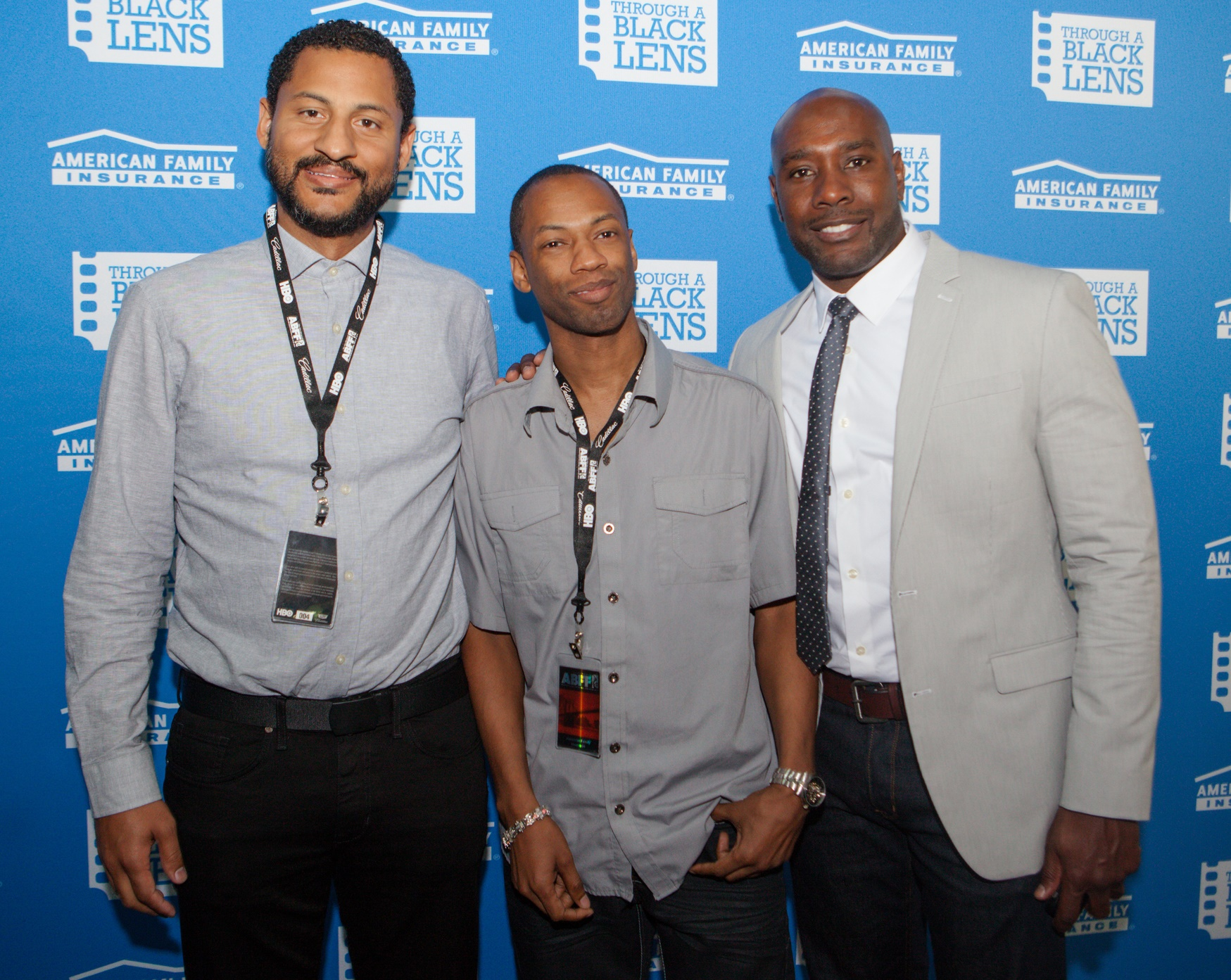
Dylan Brown, Tone Williams et Morris Chestnut, pour l'avant première de Brakedown, en 2014.

Entre 2015 et 2017, il est le héros principal de la série d'action Rosewood. Dans ce drama criminel, il incarne le Dr Beaumont Rosewood Jr, un pathologiste privé qui travaille avec les forces de l'ordre. Entre deux saisons, il renoue avec le thriller pour When the Bough Breaks avec Regina Hall et fait un caméo dans la comédie à succès Girls Trip de Malcolm D. Lee. 
En 2017, il s'associe à l’entraîneur de fitness américain Obi Obadike pour publier un livre, The Cut, sur des exercices pratiques et des recettes de cuisine saine afin de garder la forme. 
En 2018, peu de temps après l'arrêt de Rosewood, il rejoint la seconde saison de la série télévisée dramatique Goliath portée par Billy Bob Thornton, afin de jouer un procureur rival de ce dernier.  
La même-année, il décroche le premier rôle masculin du drama de la mi-saison 2019 du réseau NBC, la série d'espionnage The Enemy Within face à Jennifer Carpenter, rendue populaire par la série Dexter. Il y incarne l'agent du FBI Will Keaton, qui sort de prison un ancien agent de la CIA, une femme considérée comme la plus détestée d'Amérique à la suite d'un acte de trahison, afin de résoudre des affaires criminelles liées au terrorisme. La série est cependant annulée au bout d'une saison, faute d'audiences,,. Aussitôt libéré de cet engagement, il intègre la distribution régulière de la série dramatique et médicale The Resident, à partir de la troisième saison.  

### Vie privée
Depuis 1995, il est marié à Pam Chestnut (née Byse). Le couple a deux enfants; un fils, Grant Chestnut, né en 1997, et une fille, Paige Chestnut, née en 1998. 

## Filmographie

### Cinéma

#### Longs métrages
- 1991 : Boyz N the Hood de John Singleton : Ricky Baker
- 1991 : Le Dernier Samaritain (The Last Boy Scout) de Tony Scott : Locker Room Kid
- 1994 : The Inkwell de Matty Rich : Harold Lee
- 1995 : Piège à grande vitesse (Under Siege 2: Dark Territory) : Bobby Zachs
- 1995 : Fièvre à Columbus University (Higher Learning) de John Singleton : Track Anchor (non créditée)
- 1997 : À armes égales (G.I. Jane) de Ridley Scott : McCool
- 1999 : Le Mariage de l'année (The Best Man) de Malcolm D. Lee : Lance Sullivan
- 2001 : The Brothers de Gary Hardwick : Jackson Smith
- 2001 : L'amour n'est qu'un jeu (Two Can Play That Game) de Mark Brown : Keith Fenton
- 2001 : La Loi des armes (Scenes of the Crime) de Dominique Forma : Ray
- 2002 : Magic Baskets (Like Mike) de John Schultz : Tracey Reynolds
- 2002 : Mission Alcatraz (Half Past Dead) de Don Michael Paul : 49er One / Donny Johnson
- 2003 : Confidence de James Foley : Travis
- 2004 : Rupture mode d'emploi (en) (Breakin' All the Rules) de Daniel Taplitz : Evan Fields
- 2004 : Anacondas : À la poursuite de l'orchidée de sang (Anacondas: The Hunt for the Blood Orchid) de Dwight H. Little : Gordon Mitchell
- 2004 : Piège de feu (Ladder 49) de Jay Russell : Tommy Drake
- 2005 : La Crypte (The Cave) de Bruce Hunt : Top Buchanan
- 2007 : The Perfect Holiday de Lance Rivera : Benjamin Armstrong
- 2007 : Maxi papa (The Game Plan) de Andy Fickman : Travis Sanders
- 2009 : Les Liens sacrés (Not Easily Broken) de Bill Duke : Dave Johnson
- 2009 : Love in the Nick of Tyme de David E. Talbert : Marcelle Wynters (directement sorti en vidéo)
- 2010 : Think Like a Man de Tim Story : James Mary
- 2013 : Kick-Ass 2 de Jeff Wadlow : le sergent Marcus Williams
- 2013 : The Call de Brad Anderson : l'officier Phillips
- 2013 : Le Mariage de l'année, 10 ans après (The Best Man Holiday) de Malcolm D. Lee : Lance Sullivan
- 2013 : Arnaque à la carte (Identity Thief) de Seth Gordon : l'inspecteur Reilly
- 2015 : Un homme parfait de David M. Rosenthal : David King
- 2015 : Bus 657 de Scott Mann : Dog (Derek Price)
- 2016 : When the Bough Breaks de Jon Cassar : John Taylor
- 2017 : Girls Trip de Malcolm D. Lee : Lui-même

### Télévision

#### Téléfilms
- 1992 : In the Line of Duty: Street War de Dick Lowry : Prince Franklin
- 1993 : The Ernest Green Story (en) de Eric Laneuville : Ernest (Brother) Green
- 1997 : Firehouse de John McNaughton : Andre
- 2001 : Le Massacre d'Attica (The Killing Yard) : Shango

#### Séries télévisées
- 1990 : Freddy, le cauchemar de vos nuits : Jason Woodman (1 épisode)
- 1992  : Out All Night : Jeff Carswell (19 épisodes)
- 1994 : Living Single : Hamilton Brown (2 épisodes)
- 1997  : C-16 ("C-16: FBI") : Mal Robinson (13 épisodes)
- 2000 : Urgences : Infirmier Frank "Rambo" Bacon (2 épisodes)
- 2005 : Bones "Agent Ronald Oakes" (1 épisode)
- 2005 : Dante : Dante (pilote non retenu)
- 2008 : The Prince of Motor City : Leo Moore (pilote non retenu)
- 2009-2011 : V : Ryan Nichols (22 épisodes)
- 2011 : American Horror Story : Murder House : Luke, agent de sécurité (6 épisodes)
- 2013-2014 : Nurse Jackie : Dr. Ike Prentiss (17 épisodes)
- 2013 : American Dad! : Craig (voix, 1 épisode)
- 2014-2015 : Legends : Antonio "Tony" Rice (12 épisodes)
- 2015-2017 : Rosewood : Dr Beaumont Rosewood, Jr. (44 épisodes)
- 2018 : Goliath : Hakeem Rashad (saison 2, 7 épisodes)
- 2019 : The Enemy Within : Will Keaton (13 épisodes)
- 2019 : Being Mary Jane : Beau Mercer (saison 5, épisode 1[17])
- 2019-2021 : The Resident : Barrett Cain (saisons 3 et 4, 30 épisodes)
- 2021-2022 : Our Kind of People : Raymond Dupont (12 épisodes)
- 2022 : The Best Man: The Final Chapters : Lance Sullivan (8 épisodes)
- 2022-2023 : All American : Rick Barnes (saison 5, 4 épisodes)
- 2023 -présent : Reasonable Doubt : Corey Cash (depuis la saison 2)

### Clip vidéo
- 2009 : Blame It de Jamie Foxx[18]

### Producteur
- 2007 : Stage Black (série télévisée)
- 2009 : Les Liens sacrés (film)
- 2009 : Love in the Nick of Tyme (vidéofilm)
- 2010 : Takers (film)
- 2016 : When the Bough Breaks (film)

### Réalisateur
- 2014 : Brakedown (court métrage)

## Distinctions
Sauf indication contraire ou complémentaire, les informations mentionnées dans cette section proviennent de la base de données IMDb.

## Voix françaises
En France, plusieurs comédiens dont Namakan Koné et Frantz Confiac prêtent leur voix à Morris Chestnut. 

### Récompenses
- Acapulco Black Film Festival 2014 : meilleure distribution pour The Best Man Holiday
- NAACP Image Awards 2014 : meilleur acteur dans un second rôle dans une série télévisée comique pour Nurse Jackie

### Nominations
- NAACP Image Awards 2000 : meilleur acteur pour The Best Man
- Black Reel Awards 2002 : meilleur acteur pour The Killing Yard
- Acapulco Black Film Festival 2014 : meilleur acteur pour The Best Man Holiday
- NAACP Image Awards 2014 : meilleur acteur dans un second rôle pour The Best Man Holiday
- NAACP Image Awards 2016 : meilleur acteur dans une série télévisée dramatique pour Rosewood